# Parakou
Parakou är en stad och kommun i centrala Benin och är den administrativa huvudorten för departementet Borgou. Vid folkräkningen 2013 hade staden 255 478 invånare, på en yta av 441 km². Kommunen är indelad i tre arrondissement. Staden är belägen längs RNIE 2, vilken är Benins viktigaste väg från den södra till den norra delen av landet. Detta har gjort Parakou till ett viktigt kommersiellt centrum och staden är landets befolkningsmässigt fjärde största. Viktiga näringar är bomull, textil, matolja från jordnötter och bryggeriverksamhet.
Staden har en flygplats, Parakou Airport.